# Fórum do Desembargador Cândido Leão
Fórum do Desembargador Cândido Leão é um fórum localizado no município de Ituaçu, cidade localizada no interior do estado da Bahia.

## História
A fundação do prédio remonta aos primórdios do município de Ituaçu, cidade no interior do estado da Bahia, quando a mesma ainda era conhecida como "Vila do Brejo Grande", ainda no Século XVIII. O prédio de estilo arquitetônico colonial era pertencente ao Conselho Municipal da vila que autorizava o local para a realização de audiências judiciais ao juiz da Comarca.
O prédio tornou-se conhecido pelos populares como o “Paço Municipal”, onde na frente do espaço, funcionava a Câmara Municipal de Vereadores, e em sua proximidades a Empresa Brasileira de Correios e Telégrafos (ECT) que cedia parte de sua estrutura a Prefeitura Municipal de Ituaçu.
Por volta de 1934, o então prefeito de Ituaçu, Sílvio Avelino dos Anjos reformou o prédio que pertencia à Sociedade Musical Infantil, transferindo para este espaço a Prefeitura Municipal, onde opera até os dias atuais. O antigo prédio ocupado pela prefeitura passou por uma reforma, sob o mandato do então prefeito substituto José Carlos Anjos, tornando-se o “Fórum Desembargador Cândido Leão”.

## Tombamento
No ano de 1989, o prédio passou pelo processo de tombamento junto ao Instituto do Patrimônio Artístico e Cultural da Bahia (IPAC), órgão de preservação memorial e histórica do estado da Bahia.
Segundo a instituição, o prédio do fórum passou por uma reforma no prédio para garantir a preservação do local. Em agosto de 1989, foi feita a recuperação do telhado, das estruturas sanitárias e elétricas e as esquadrias.